# Repubblica Ceca ai XXI Giochi olimpici invernali
La Repubblica Ceca ha partecipato ai XXI Giochi olimpici invernali di Vancouver, che si sono svolti dal 12 al 28 febbraio 2010, con una delegazione di 92 atleti.

## Medaglie
| Sport                   | Oro | Argento | Bronzo | Totale |
| ----------------------- | --- | ------- | ------ | ------ |
| Pattinaggio di velocità | 2   | 0       | 1      | 3      |
| Sci di fondo            | 0   | 0       | 2      | 2      |
| Sci alpino              | 0   | 0       | 1      | 1      |
| Totale                  | 2   | 0       | 4      | 6      |

| Medaglia | Nome                                             | Sport                   | Evento                          |
| -------- | ------------------------------------------------ | ----------------------- | ------------------------------- |
| Oro      | Martina Sáblíková                                | Pattinaggio di velocità | 5000 m femminile                |
| Oro      | Martina Sáblíková                                | Pattinaggio di velocità | 3000 m femminile                |
| Bronzo   | Martina Sáblíková                                | Pattinaggio di velocità | 1500 m femminile                |
| Bronzo   | Šárka Záhrobská                                  | Sci alpino              | Slalom speciale femminile       |
| Bronzo   | Lukáš Bauer                                      | Sci di fondo            | 15 km a tecnica libera maschile |
| Bronzo   | Martin Jakš Lukáš Bauer Jiří Magál Martin Koukal | Sci di fondo            | Staffetta 4x10 km maschile      |

## Biathlon
| Gara                    | Atleta                                                    | Penalità    | Tempo d'arrivo | Posizione |
| ----------------------- | --------------------------------------------------------- | ----------- | -------------- | --------- |
| 10 km sprint            | Ondřej Moravec                                            | 3 (2+1)     | 27'39"8        | 67        |
| 10 km sprint            | Jaroslav Soukup                                           | 2 (1+1)     | 27'10"4        | 52        |
| 10 km sprint            | Michal Šlesingr                                           | 1 (0+1)     | 25'50"9        | 18        |
| 10 km sprint            | Zdeněk Vítek                                              | 1 (0+1)     | 26'13"7        | 28        |
| 12,5 km inseguimento    | Jaroslav Soukup                                           | 4 (1+1+1+1) | 38'04"9        | 51        |
| 12,5 km inseguimento    | Michal Šlesingr                                           | 3 (0+0+1+2) | 35'58"8        | 29        |
| 12,5 km inseguimento    | Zdeněk Vítek                                              | 5 (1+1+1+2) | 36'45"1        | 38        |
| 15 km partenza in linea | Michal Šlesingr                                           | 2 (1+1+0+0) | 36'35"6        | 16        |
| 20 km individuale       | Roman Dostál                                              | 3 (0+2+0+1) | 52'51"4        | 35        |
| 20 km individuale       | Jaroslav Soukup                                           | 3 (0+2+1+0) | 52'35"2        | 30        |
| 20 km individuale       | Michal Šlesingr                                           | 2 (0+0+1+1) | 51'04"8        | 17        |
| 20 km individuale       | Zdeněk Vítek                                              | 6 (2+1+1+2) | 55'41"2        | 67        |
| Staffetta 4x7,5 km      | Jaroslav Soukup Zdeněk Vítek Roman Dostál Michal Šlesingr | 0+3 0+6     | 1h 23'55"2     | 7         |

| Gara               | Atleta                                                               | Penalità    | Tempo d'arrivo | Posizione |
| ------------------ | -------------------------------------------------------------------- | ----------- | -------------- | --------- |
| 7,5 km sprint      | Magda Rezlerová                                                      | 0 (0+0)     | 20'51"0        | 19        |
| 7,5 km sprint      | Zdeňka Vejnarová                                                     | 2 (1+1)     | 22'28"5        | 60        |
| 7,5 km sprint      | Veronika Vítková                                                     | 0 (0+0)     | 21'10"9        | 24        |
| 7,5 km sprint      | Veronika Zvařičová                                                   | 2 (0+2)     | 22'52"9        | 71        |
| 10 km inseguimento | Magda Rezlerová                                                      | 5 (0+0+1+4) | 33'46"9        | 32        |
| 10 km inseguimento | Zdeňka Vejnarová                                                     | 6 (1+1+3+1) | 37'30"6        | 55        |
| 10 km inseguimento | Veronika Vítková                                                     | 3 (1+0+1+1) | 34'02"5        | 37        |
| 15 km individuale  | Magda Rezlerová                                                      | 0 (0+3+1+1) | 47'13"1        | 64        |
| 15 km individuale  | Gabriela Soukalová                                                   | 2 (1+0+0+1) | 46'49"8        | 60        |
| 15 km individuale  | Zdeňka Vejnarová                                                     | 4 (2+1+1+0) | 46'38"0        | 55        |
| 15 km individuale  | Veronika Vítková                                                     | 4 (0+2+1+1) | 47'33"4        | 68        |
| Staffetta 4x6 km   | Veronika Vítková Magda Rezlerova Gabriela Soukalová Zdenka Vejnarova | 2+4 1+6     | 1h 14'37"5     | 16        |

## Bob
| Gara                   | Equipaggio                                            | Manche 1 | Manche 2 | Manche 3 | Manche 4 | Totale  | Posizione |
| ---------------------- | ----------------------------------------------------- | -------- | -------- | -------- | -------- | ------- | --------- |
| Bob a due maschile     | Ivo Danilevič Jan Stoklaska                           | 52"73    | 52"59    | 52"52    | 52"44    | 3'30"28 | 13        |
| Bob a quattro maschile | Ivo Danilevič Jan Kobián Jan Stokláska Dominik Suchý  | 51"54    | 51"72    | '51"76   | 51"96    | 3'26"98 | 12        |
| Bob a quattro maschile | Jan Vrba Martin Bohmann Ondřej Kozlovsky Miloš Veselý | 52"00    | 52"09    | 52"43    | 52"61    | 3'29"13 | 16        |

## Combinata nordica
| Gara           | Atleta                                                     | Salto  | Salto | Salto | Fondo   | Fondo            | Posizione |
| Gara           | Atleta                                                     | Lungh. | Punti | Pos.  | Tempo   | Tempo + distacco | Posizione |
| -------------- | ---------------------------------------------------------- | ------ | ----- | ----- | ------- | ---------------- | --------- |
| NH + 10 km     | Pavel Churavý                                              | 99,0   | 121,5 | 10    | 25'32"7 | 26'38"7          | 12        |
| NH + 10 km     | Miroslav Dvořák                                            | 92,5   | 105,5 | 39    | 26'33"5 | 28'33"5          | 39        |
| NH + 10 km     | Tomáš Slavík                                               | 96,5   | 115,5 | 24    | 25'36"8 | 26'56"8          | 20        |
| NH + 10 km     | Aleš Vodseďálek                                            | 93,5   | 108,5 | 35    | 27'45"8 | 28'33"8          | 44        |
| LH + 10 km     | Pavel Churavý                                              | 126,0  | 114,0 | 8     | 25'14"9 | 25'06"9          | 5         |
| LH + 10 km     | Miroslav Dvořák                                            | 107,5  | 83,8  | 36    | 25'36"7 | 28'29"7          | 28        |
| LH + 10 km     | Tomáš Slavík                                               | 120,5  | 104,7 | 18    | 26'29"8 | 27'58"8          | 25        |
| LH + 10 km     | Aleš Vodseďálek                                            | 119,5  | 102,8 | 20    | 27'29"8 | 29'06"8          | 34        |
| Gara a squadre | Aleš Vodseďálek Miroslav Dvořák Tomáš Slavík Pavel Churavý | -      | 457,3 | 8     | 51'44"2 | 52'50"2          | 8         |

## Freestyle
| Gara            | Atleta            | Qualificazioni | Qualificazioni | Qualificazioni | Qualificazioni | Qualificazioni | Finale | Finale | Finale | Finale | Finale    |
| Gara            | Atleta            | Curve          | Salti          | Tempo          | Totale         | Posizione      | Curve  | Salti  | Tempo  | Totale | Posizione |
| --------------- | ----------------- | -------------- | -------------- | -------------- | -------------- | -------------- | ------ | ------ | ------ | ------ | --------- |
| Gobbe maschile  | Lukas Vaculik     | 12,0           | 3,77           | 6,01           | 21,78          | 26             |        |        |        |        |           |
| Gobbe femminile | Nikola Sudová     | 12,6           | 4,26           | 5,54           | 22,40          | 12             | 10,6   | 3,06   | 5,75   | 19,41  | 16        |
| Gobbe femminile | Šárka Sudová      | 10,3           | 3,66           | 4,59           | 18,55          | 25             |        |        |        |        |           |
| Gobbe femminile | Tereza Vaculíková | 0,3            | 1,20           | 0              | DNF            | 27             |        |        |        |        |           |

| Gara            | Atleta           | Qualificazioni | Qualificazioni | Qualificazioni | Qualificazioni | Finale   | Finale   | Finale | Finale    |
| Gara            | Atleta           | 1° salto       | 2° salto       | Totale         | Posizione      | 1° salto | 2° salto | Totale | Posizione |
| --------------- | ---------------- | -------------- | -------------- | -------------- | -------------- | -------- | -------- | ------ | --------- |
| Salti femminile | Martina Konopová | 66,84          | 48,23          | 115,07         | 21             |          |          |        |           |

| Gara               | Atleta       | Qualificazioni | Qualificazioni | Ottavi | Quarti | Semifinali | Finale |
| ------------------ | ------------ | -------------- | -------------- | ------ | ------ | ---------- | ------ |
| Ski cross maschile | Tomáš Kraus  | 1'13"75        | 11             | 1      | 3      |            |        |
| Ski cross maschile | Zdeněk Šafář | DNF            | -              |        |        |            |        |

## Hockey su ghiaccio

### Torneo maschile

#### Roster
- Ondřej Pavelec
- Jakub Štěpánek
- Tomáš Vokoun
- Miroslav Blaťák
- Jan Hejda
- Tomáš Kaberle
- Filip Kuba
- Pavel Kubina
- Zbyněk Michálek
- Roman Polák
- Marek Židlický
- Petr Čajánek
- Roman Červenka
- Patrik Eliáš
- Martin Erat
- Tomáš Fleischmann
- Martin Havlát
- Jaromír Jágr
- David Krejčí
- Milan Michálek
- Tomáš Plekanec
- Tomáš Rolinek
- Josef Vašíček

#### Prima fase
| Vancouver 17 febbraio 2010, ore 21:00 UTC-8 | Rep. Ceca | 3 – 1 (1-0, 2-1, 0-0) referto | Slovacchia | Canada Hockey Place |

| Vancouver 19 febbraio 2010, ore 16:30 UTC-8 | Rep. Ceca | 5 – 2 (3-0, 1-2, 1-0) referto | Lettonia | Canada Hockey Place |

| Vancouver 21 febbraio 2010, ore 12:00 UTC-8 | Russia | 4 – 2 (1-1, 1-0, 2-1) referto | Rep. Ceca | Canada Hockey Place |

Classifica
| Squadre    | Punti | PG | V | VOT | POT | P | GF | GS | DG  |
| ---------- | ----- | -- | - | --- | --- | - | -- | -- | --- |
| Russia     | 7     | 3  | 2 | 0   | 1   | 0 | 13 | 6  | +7  |
| Rep. Ceca  | 6     | 3  | 2 | 0   | 0   | 1 | 10 | 7  | +3  |
| Slovacchia | 5     | 3  | 1 | 1   | 0   | 1 | 9  | 4  | +5  |
| Lettonia   | 0     | 3  | 0 | 0   | 0   | 3 | 4  | 19 | -15 |

#### Fase ad eliminazione diretta
Playoff
| Vancouver 23 febbraio 2010, ore 19:00 UTC-8 | Rep. Ceca | 3 – 2 TS (2-0, 0-0, 0-2, 1-0) referto | Lettonia | UBC Winter Sports Centre |

Quarti di finale
| Vancouver 24 febbraio 2010, ore 19:00 UTC-8 | Finlandia | 2 – 0 (0-0, 0-0, 2-0) referto | Rep. Ceca | UBC Winter Sports Centre |

## Pattinaggio di figura
| Gara                 | Atleta                       | Obbligatorio | Obbligatorio | Breve/Originale | Breve/Originale | Libero | Libero | Totale | Totale |
| Gara                 | Atleta                       | Punti        | Pos.         | Punti           | Pos.            | Punti  | Pos.   | Punti  | Pos.   |
| -------------------- | ---------------------------- | ------------ | ------------ | --------------- | --------------- | ------ | ------ | ------ | ------ |
| Individuale maschile | Michal Březina               |              |              | 78,80           | 9               | 137,93 | 11     | 216,73 | 10     |
| Individuale maschile | Tomáš Verner                 |              |              | 65,32           | 19              | 119,42 | 17     | 184,74 | 19     |
| Danza su ghiaccio    | Kamila Hájková David Vincour | 23,19        | 22           | 40,54           | 22              | 70,08  | 21     | 133,81 | 21     |

## Pattinaggio di velocità
| Gara   | Atleta            | Tempo 1 | Tempo 2 | Totale  | Posizione |
| ------ | ----------------- | ------- | ------- | ------- | --------- |
| 500 m  | Karolína Erbanová | 39"365  | 39"321  | 78"68   | 23        |
| 1000 m | Karolína Erbanová | 1'17"53 | 1'17"53 | 1'17"53 | 12        |
| 1500 m | Karolína Erbanová | 2'02"01 | 2'02"01 | 2'02"01 | 25        |
| 1500 m | Martina Sáblíková | 1'57"96 | 1'57"96 | 1'57"96 |           |
| 3000 m | Martina Sáblíková | 4'02"53 | 4'02"53 | 4'02"53 |           |
| 5000 m | Martina Sáblíková | 6'50"92 | 6'50"92 | 6'50"92 |           |

## Salto con gli sci
| Gara               | Atleta                                               | Qualificazioni | Qualificazioni | Qualificazioni | Finale          | Finale         | Finale          | Finale         | Finale       | Posizione |
| Gara               | Atleta                                               | Lunghezza      | Punti          | Pos.           | Lungh. 1° salto | Punti 1° salto | Lungh. 2° salto | Punti 2° salto | Punti totali | Posizione |
| ------------------ | ---------------------------------------------------- | -------------- | -------------- | -------------- | --------------- | -------------- | --------------- | -------------- | ------------ | --------- |
| Trampolino normale | Antonín Hájek                                        | 105,0          | 134,5          | 4              | 98,5            | 121,0          | 98,0            | 118,5          | 239,5        | 21        |
| Trampolino normale | Lukáš Hlava                                          | 95,5           | 112,0          | 37             | 94,0            | 108,0          |                 |                | 108,0        | 38        |
| Trampolino normale | Jakub Janda                                          | 105,0          | 135,5          | 2              | 101,0           | 127,5          | 99,5            | 123,0          | 250,5        | 14        |
| Trampolino normale | Roman Koudelka                                       | 100,0          | 123,5          | 18             | 101,5           | 127,0          | 100,5           | 125,0          | 252,0        | 12        |
| Trampolino lungo   | Martin Cikl                                          | 126,0          | 114,3          | 29             | 108,0           | 78,4           |                 |                | 78,4         | 41        |
| Trampolino lungo   | Antonín Hájek                                        | 137,5          | 138,0          | 3              | 128,0           | 119,4          | 129,0           | 121,2          | 240,6        | 7         |
| Trampolino lungo   | Jakub Janda                                          | 134,5          | 131,6          | 11             | 126,5           | 115,2          | 121,5           | 106,2          | 221,4        | 17        |
| Trampolino lungo   | Roman Koudelka                                       | 127,5          | 117,0          | 27             | 117,5           | 97,0           | 125,0           | 111,5          | 208,5        | 23        |
| Gara a squadre     | Antonín Hájek Roman Koudelka Lukáš Hlava Jakub Janda |                |                |                | -               | 477,4          | -               | 504,4          | 981,8        | 7         |

## Sci alpino
| Gara           | Atleta         | 1° manche    | 2° manche | Tempo totale | Posizione |
| -------------- | -------------- | ------------ | --------- | ------------ | --------- |
| Slalom         | Ondřej Bank    | 48"69        | 52"12     | 1'40"81      | 11        |
| Slalom         | Kryštof Krýzl  | squalificato |           |              |           |
| Slalom         | Filip Trejbal  | non finito   |           |              |           |
| Slalom         | Martin Vráblík | non finito   |           |              |           |
| Gigante        | Ondřej Bank    | 1'18"39      | 1'21"25   | 2'39"64      | 17        |
| Gigante        | Kryštof Krýzl  | 1'18"57      | 1'22"16   | 2'40"73      | 23        |
| Gigante        | Filip Trejbal  | 1'21"74      | 1'23"67   | 2'45"41      | 39        |
| Gigante        | Martin Vráblík | non finito   |           |              |           |
| Super-g        | Martin Vráblík | squalificato |           |              |           |
| Super-g        | Petr Záhrobský | 1'33"83      | 1'33"83   | 1'33"83      | 34        |
| Discesa        | Ondřej Bank    | 1'56"66      | 1'56"66   | 1'56"66      | 30        |
| Discesa        | Kryštof Krýzl  | 1'58"43      | 1'58"43   | 1'58"43      | 40        |
| Discesa        | Filip Trejbal  | 2'02"57      | 2'02"57   | 2'02"57      | 57        |
| Discesa        | Petr Záhrobský | 1'57"44      | 1'57"44   | 1'57"44      | 36        |
| Supercombinata | Ondřej Bank    | 1'55"17      | 51"02     | 2'46"19      | 7         |
| Supercombinata | Kryštof Krýzl  | 1'56"06      | 52"25     | 2'48"31      | 17        |
| Supercombinata | Filip Trejbal  | 1'58"62      | 52"23     | 2'50"85      | 28        |
| Supercombinata | Martin Vráblík | 1'58"54      | 53"92     | 2'52"46      | 31        |

| Gara           | Atleta            | 1° manche  | 2° manche   | Tempo totale | Posizione |
| -------------- | ----------------- | ---------- | ----------- | ------------ | --------- |
| Slalom         | Šárka Záhrobská   | 51"15      | 52"75       | 1'43"90      |           |
| Slalom         | Petra Zakouřilová | non finito |             |              |           |
| Gigante        | Šárka Záhrobská   | 1'18"06    | non partita |              |           |
| Gigante        | Petra Zakouřilová | non finito |             |              |           |
| Super-g        | Klára Křížová     | 1'26"46    | 1'26"46     | 1'26"46      | 29        |
| Discesa        | Šárka Záhrobská   | 1'50"68    | 1'50"68     | 1'50"68      | 27        |
| Discesa        | Klára Křížová     | 2'09"27    | 2'09"27     | 2'09"27      | 37        |
| Supercombinata | Šárka Záhrobská   | 1'27"33    | 43"69       | 2'11"02      | 7         |

## Sci di fondo
| Gara                        | Atleta                                           | Tempo d'arrivo | Posizione  |
| --------------------------- | ------------------------------------------------ | -------------- | ---------- |
| 15 km a tecnica libera      | Lukáš Bauer                                      | 34'12"0        |            |
| 15 km a tecnica libera      | Martin Jakš                                      | 35'13"0        | 29         |
| 15 km a tecnica libera      | Martin Koukal                                    | 34'53"5        | 18         |
| 15 km a tecnica libera      | Milan Šperl                                      | 35'46"4        | 43         |
| 30 km inseguimento          | Lukáš Bauer                                      | 1h 15'25"2     | 7          |
| 30 km inseguimento          | Martin Jakš                                      | 1h 17'58"2     | 27         |
| 30 km inseguimento          | Martin Koukal                                    | non finito     | non finito |
| 30 km inseguimento          | Jiří Magál                                       | 1h 21'39"0     | 38         |
| 50 km con partenza in linea | Lukáš Bauer                                      | 2h 05'49"4     | 12         |
| 50 km con partenza in linea | Jiří Magál                                       | 2h 10'22"7     | 29         |
| Staffetta 4x10 km           | Martin Jakš Lukáš Bauer Jiří Magál Martin Koukal | 1h 45'21"9     |            |

| Gara              | Atleta                      | Qualificazioni | Qualificazioni | Quarti di finale | Quarti di finale | Semifinali | Semifinali | Finale  | Finale    |
| Gara              | Atleta                      | Tempo          | Pos.           | Tempo            | Pos.             | Tempo      | Pos.       | Tempo   | Posizione |
| ----------------- | --------------------------- | -------------- | -------------- | ---------------- | ---------------- | ---------- | ---------- | ------- | --------- |
| Individuale       | Dušan Kožíšek               | 3'42"45        | 35             |                  |                  |            |            |         |           |
| Individuale       | Aleš Razým                  | 3'46"42        | 44             |                  |                  |            |            |         |           |
| Sprint di squadra | Dušan Kožíšek Martin Koukal |                |                |                  |                  | 18'43"1    | 1          | 19'13"8 | 6         |

| Gara                        | Atleta                                                      | Tempo d'arrivo | Posizione   |
| --------------------------- | ----------------------------------------------------------- | -------------- | ----------- |
| 10 km a tecnica libera      | Ivana Janečková                                             | 26'51"3        | 32          |
| 10 km a tecnica libera      | Eva Nývltová                                                | 28'04"1        | 55          |
| 10 km a tecnica libera      | Kamila Rajdlová                                             | 26'26"2        | 25          |
| 15 km inseguimento          | Ivana Janečková                                             | 44'52"8        | 51          |
| 15 km inseguimento          | Eva Nývltová                                                | non partita    | non partita |
| 15 km inseguimento          | Kamila Rajdlová                                             | 42'26"5        | 23          |
| 30 km con partenza in linea | Ivana Janečková                                             | 1h 40'13"6     | 41          |
| 30 km con partenza in linea | Eva Nývltová                                                | 1h 38'40"1     | 40          |
| 30 km con partenza in linea | Kamila Rajdlová                                             | non partita    | non partita |
| 30 km con partenza in linea | Eva Skalníková                                              | 1h 44'47"8     | 48          |
| Staffetta 4x5 km            | Eva Nývltová Kamila Rajdlová Ivana Janečková Eva Skalníková | 59'11"2        | 13          |

| Gara        | Atleta       | Qualificazioni | Qualificazioni | Quarti di finale | Quarti di finale | Semifinali | Semifinali | Finale | Finale    |
| Gara        | Atleta       | Tempo          | Pos.           | Tempo            | Pos.             | Tempo      | Pos.       | Tempo  | Posizione |
| ----------- | ------------ | -------------- | -------------- | ---------------- | ---------------- | ---------- | ---------- | ------ | --------- |
| Individuale | Eva Nývltová | 3'51"37        | 33             |                  |                  |            |            |        |           |

## Short Track
| Gara   | Atleta           | Batterie | Batterie | Quarti di finale | Quarti di finale | Semifinali   | Semifinali   | Finale | Finale |
| Gara   | Atleta           | Tempo    | Pos.     | Tempo            | Pos.             | Tempo        | Pos.         | Tempo  | Pos.   |
| ------ | ---------------- | -------- | -------- | ---------------- | ---------------- | ------------ | ------------ | ------ | ------ |
| 500 m  | Kateřina Novotná | 44"614   | 2        | 44"438           | 3                |              |              |        |        |
| 1000 m | Kateřina Novotná | 1'45"300 | 4        |                  |                  |              |              |        |        |
| 1500 m | Kateřina Novotná |          |          | 2'24"504         | 3                | squalificata | squalificata |        |        |

## Slittino
| Gara             | Atleta                   | Manche 1 | Manche 2 | Manche 3 | Manche 4 | Totale   | Posizione |
| ---------------- | ------------------------ | -------- | -------- | -------- | -------- | -------- | --------- |
| Singolo maschile | Jakub Hyman              | 49"379   | 49"726   | 49"465   | 49"231   | 3'17"801 | 28        |
| Singolo maschile | Ondřej Hyman             | 49"284   | 49"346   | 49"512   | 49"247   | 3'17"389 | 25        |
| Doppio           | Luboš Jíra Matěj Kvíčala | 42"204   | 42"204   | 42"459   | 42"459   | 1'24"663 | 18        |

## Snowboard
| Gara               | Atleta           | Qualificazioni | Qualificazioni | Semifinali | Semifinali | Finale    | Finale    |
| Gara               | Atleta           | Punteggio      | Pos.           | Punteggio  | Pos.       | Punteggio | Posizione |
| ------------------ | ---------------- | -------------- | -------------- | ---------- | ---------- | --------- | --------- |
| Halfpipe femminile | Šárka Pančochová | 28,1           | 17             | 34,4       | 8          |           |           |

| Gara                        | Atleta            | Qualificazioni | Qualificazioni | Ottavi | Ottavi | Quarti | Quarti | Semifinale | Semifinale | Finale | Finale |
| --------------------------- | ----------------- | -------------- | -------------- | ------ | ------ | ------ | ------ | ---------- | ---------- | ------ | ------ |
| Gigante parallelo maschile  | Petr Šindelář     | 1'37"77        | 28             |        |        |        |        |            |            |        |        |
| Gigante parallelo femminile | Zuzana Doležalová | 1'26"55        | 22             |        |        |        |        |            |            |        |        |

| Gara                     | Atleta         | Qualificazioni | Qualificazioni | Ottavi | Quarti | Semifinali | Finale |
| ------------------------ | -------------- | -------------- | -------------- | ------ | ------ | ---------- | ------ |
| Snowboard cross maschile | David Bakeš    | 1'26"05        | 32             | 4      |        |            |        |
| Snowboard cross maschile | Michal Novotný | 1'24"23        | 29             | 2      | 4      |            |        |